# Hans Posthumus
Hans Posthumus, né à Harderwijk le 10 mars 1947 et mort le 15 février 2016, est un ancien footballeur néerlandais. Il a été le meilleur buteur du Championnat de Belgique en 1975-1976 avec 26 buts.

## Carrière comme joueur
- 1964-1969: VVOG
- 1969-1970: WVV Wageningue  33 matchs, 27 buts
- 1970-1972: Feyenoord Rotterdam  13 matchs, 8 buts
- 1972-1974: KRC Malines  58 matchs, 42 buts
- 1974-1976: Lierse SV  71 matchs, 47 buts
- 1976-1979: NEC Nimègue  50 matchs, 16 buts

## Palmarès
- Champion des Pays-Bas: 1971